# Publius Cornelius Dolabella
Publius Cornelius Dolabella (Kr. e. 70 k. – Kr. e. 43) hírhedt római politikus és hadvezér, az előkelő patricius Cornelia gens tagja és Cicero veje volt. Apja valószínűleg a Kr. e. 67-ben praetori rangot elérő Publius Cornelius Dolabella volt. A Kr. e. 44. évben consul suffectus (helyettesítő consul) címet ért el.

## Cicero veje
Forrásaink szerint Dolabella már fiatalon igen erkölcstelen, züllött életet élt. Kr. e. 51-ben quindecemvir lett, és megvádolta Appius Claudiust a nép jogainak megsértésével. Hogy elérje, hogy a Ciliciát igazgató Cicero ne álljon ki Claudius mellett, elvált feleségétől, Fabiától, hogy elvehesse a szónok lányát, Tulliát. Cicerónak esze ágában sem volt ártani Claudiusnak, és lányát is Tiberius Claudius Nerónak szánta, de távollétében Dolabella meggyőzte a feleségét, így hamarosan létrejött az eljegyzés és a frigy. Cicerót elkeserítette a tény, hogy egy ilyen rossz hírű családtagra kellett szert tennie, és miután Claudiust felmentették, megpróbálta a még mindig fiatal vejét jó útra terelni. Leveleiben is folyton jó színben tüntette fel, melegen írt róla. Dolabella azonban ha akart volna, sem tudott kitörni gyanús üzelmeiből korábban felhalmozott adósságai miatt. Mi több, Kr. e. 49-ben hitelezői elől Julius Caesar táborában keresett menedéket, arcul csapva a konzervatív, Pompeiust támogató apósát. Ugyanebben az évben Tullia is elhagyta a kicsapongó férjet, Cicero azonban továbbra is igyekezett jóindulattal viseltetni iránta.

## Caesar pártján
A kitörő polgárháborúban Dolabella eleinte az Adriai-tengeren állomásozó flotta parancsnoka lett, de a hispaniai hadműveletekbe nem volt beleszólása. A Kr. e. 48-as pharszaloszi csatában részt vett, majd Caesar kegyes adományaiban vagy gyors meggazdagodás lehetőségével kecsegtető proscriptiókban reménykedve visszatért Rómába. Csalódnia kellett. Hogy megmeneküljön a hitelezőktől, adoptáltatta magát a plebeius Lentulusok közé, és megválasztatta magát néptribunusnak.
Bár a senatus rendelete szerint Caesar visszatéréséig minden dolog változatlanul kellett, hogy maradjon, Dolabella azonnal törvényjavaslatot terjesztett be az adósságok elengedésére. Asinius és Lucius Trebellius tribunusok ellenezték indítványait, ami hamarosan utcai pártharcokba csapott át. A helyzetet csak akkor volt hajlandó orvosolni a rend fenntartására hátrahagyott Marcus Antonius, amikor megtudta, hogy Dolabella viszonyt folytat feleségével, Antoniával (Caius Antonius Hybrida lányával). A szavazás napján a tribunus mozgalmát leverték, és Caesar őszi hazatéréséig sikerült békét teremteni.
A dictator elítélte Dolabella tetteit, de büntetés helyett jobbnak látta magával vinni a pompeianusok elleni harcba Africa és Hispania területére Kr. e. 46-ban és Kr. e. 45-ben. A második hadjáraton megsérült, huszonötödik életéve körül járó Dolabellának Caesar Kr. e. 44 egyik consuli címét ígérte, noha az még praetori hivatalt sem viselt. Később azonban megmásította elhatározását, és maga foglalta el a legfőbb magistraturát – igaz, január 1-jén ismét odaígérte Dolabellának a következő évre.

## Caesar hívei ellen
Antonius consul minden erejével tiltakozott Dolabella kinevezése ellen, és augurként meg is akadályozta megválasztását. A senatus március 15-én tartott ülésén az esetet is tárgyalni akarták, de Caesar meggyilkolása felborított mindent. Dolabella azonnal elragadta Caesar consuli jelvényeit, így a fascest is, majd az összeesküvők leghangosabb támogatójává vált. A magát önkényesen consullá kikiáltó politikus republikanizmusát bizonyítandó a Caesarnak emelt oltárt és oszlopot is ledöntette, és az oda áldozni menőket kegyetlenül kivégeztette.
Dolabella újdonsült köztársasági érzelmei, melyek Cicero és a konzervatívok nagy örömére szolgáltak, azonnal semmivé foszlottak, amint Antonius gazdag kincstárral felszerelve Syriába menesztette, hogy harcoljon a Pártus Birodalom ellen. Mivel a gyilkosok közé tartozó Caius Cassius Longinus is magának követelte Syriát, Dolabella consuli éve lejárta előtt elindult, bár nem egyenesen tartományába sietett: Hellaszt, Macedoniát, Thraciát és Asiát érintve annyi pénzt sajtolt ki a provinciák lakóiból, amennyit csak tudott. Hajdani apósa ekkorra ábrándult ki végleg belőle, és ettől fogva a legnagyobb gyűlölettel beszélt róla a senatus előtt is.

## A vég
Dolabella sosem jutott el Syriába. Asia élére ugyanis az összeesküvők is állítottak egy helytartót Caius Trebonius személyében, aki nem volt hajlandó székhelyére, Smyrnába beereszteni őt, helyette ellátmányt küldött neki, és kíséretet adott mellé Epheszoszig. Ő azonban nem szállt hajóra, hanem a kísérettel együtt visszatért, és éjjel a városba hatolva meggyilkoltatta a helytartót. Cicero szerint két napig kínozta az útjába álló Treboniust. Smyrna elfoglalását követően Dolabella Kis-Ázsia népét kezdte sanyargatni erőszakos sorozással és rengeteg pénz beszedésével. Tetteiért a senatus a haza ellenségévé nyilvánította. Cassius közben Syriából a Brutus megszállta Macedonia felé vonulva összecsapott Dolabellával, aki inkább megölette magát az egyik katonájával, amikor ellenfele elragadta tőle Laodicea városát, mint hogy a kezébe került volna.